# Нуттунен, Мария Андреевна
Мария Андреевна Нуттунен (20 февраля 1911, Торосово, Санкт-Петербургская губерния — 25 октября 1965) — бригадир молочного племенного совхоза «Торосово» Министерства совхозов СССР, Ленинградская область.

## Биография
Мария Андреевна Нуттунен родилась 20 февраля 1911 года в деревне Торосово (ныне — в Клопицком сельском поселении Волосовского района Ленинградской области).
Девочкой пришла в только что организованный совхоз «Торосово». На ферме, рядом с опытными доярками, научилась всем приемам и тонкостям нелегкого труда доярки. Вскоре была назначена бригадиром. Её коллектив славился высокими надоями, некоторые коровы давали по 7 тысяч килограммов молока в год.
Летом 1941 года, когда линия фронта приблизилась к усадьбе совхоза, участвовала в перегоне стада в Вологодскую область. Находясь в эвакуации, бригада отправляла молоко в воинские части и в детские дома. Несмотря на трудности, удалось сохранить породистый скот, который потом составил племенное ядро в животноводстве совхоза «Торосово».
После войны заново возводили животноводческие постройки, оборудовали скотные дворы, заготавливали корма. Старалась улучшить рацион кормления и методы ухода за животными, рационально организовать труд доярок, изучала зоотехнику и ветеринарию. Она раньше всех появлялась на ферме и позже всех возвращалась домой. Особое внимание уделяла правильному воспитанию молочного скота, подготовке ценных витаминных кормов, улучшению породности. Своим опытом, наблюдениями и выводами она поделилась в брошюре «Говорят мастера сельского хозяйства». Уже в 1948 году от 16 коров её бригадой было получено от каждой коровы в среднем по 5916 килограммов молока с содержанием 213 граммов молочного жира.
Последние годы работала на птицефабрике «Лаголово» в Ломоносовском районе. Похоронена на Богословском кладбище города Санкт-Петербурга.

## Награды
Указом Президиума Верховного Совета СССР от 22 октября 1949 года за получение высокой продуктивности животноводства Нуттунен Марии Андреевне присвоено звание Героя Социалистического Труда с вручением ордена Ленина и золотой медали «Серп и Молот».
Награждена орденом Ленина, двумя орденами Трудового Красного Знамени, медалями.